# Johnny Whitworth
Johnny Whitworth, de son vrai nom Jonathan Lance Whitworth, né le 31 octobre 1975 à Charleston (Caroline du Sud), est un acteur américain.

## Biographie
Ses premières années ont été à Charleston, en Caroline du Sud, avec sa mère. Plus tard, il emménage à Dallas, au Texas, avec son père (ses parents sont divorcés). À l'âge de quinze ou seize ans, en 1991, il remporte le 1er jeune et moderne Man concours[Quoi ?]. Trois ans plus tard, il s'installe à Los Angeles avec sa mère et, à l'âge de 18 ans, il commence sa carrière d'acteur avec une apparition dans la série télévisée La Vie à cinq en 1994. Son début au cinéma est avec Bye Bye Love en 1995.

## Filmographie

### Films
- 1995 : Empire Records : A.J
- 1996 : Somebody is waiting : Leon Ellis
- 1997 : L'Idéaliste : Donnie Ray Black
- 1998 : Urban Jungle : Patty
- 1998 : Me and Will : Fred
- 2000 : Shadow Hours : Tom
- 2001 : Mortelle Saint-Valentin : Max Raimi
- 2003 : Wuthering Heights : Hendrix
- 2006 : Factory Girl-Portrait d'une muse : Silver George
- 2007 : 3h10 pour Yuma : Tommy Darden
- 2008 : Pathology : Griffin
- 2009 : Ultimate Game : Scotch
- 2010 : Locked In (en) : Nathan
- 2011 : Limitless : Vernon Grant
- 2012 : Ghost Rider : L'Esprit de Vengeance : Carrigan
- 2013 : Le Spa de tous les dangers : David James
- 2014 : Bad Hurt (en) : Kent Kendall

### Séries télévisées
- 1994 : La Vie à cinq : P.K. Strickler (Épisode 1 de la saison 1)
- 2000 : New York Police Blues : Jason "Jay" Bazedon (Épisode 17 de la saison 8)
- 2002 : The Shield : Effi Montecito (Épisode 8 de la saison 1)
- 2004 : Cold Case : affaires classées : Maurice Warfield (1978) (Épisode 11 de la saison 2)
- 2005 : Numb3rs : Dante Baker (Épisode 3 de la saison 2)
- 2005 : FBI : portés disparus : Miles Sussmann (Épisode 23 de la saison 4)
- 2006-2008 : Les Experts : Miami : Jake Berkeley (Épisodes 9, 12 et 24 de la saison 5, épisodes 1, 4, 5, 6 et 9 de la saison 6 et épisode 1 de la saison 7, épisode 21 de la saison 8)
- 2014-2015: Les 100 : Cage Wallace
- 2015 : Blindspot : Marcos, l'homme mystérieux (Épisodes 1, 2 et 3 de la saison 1)
- 2017 : Colony (saison 2)